# Funil de Büchner

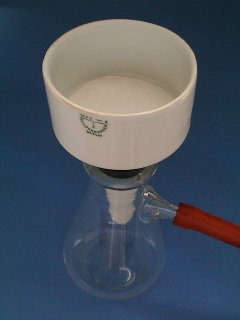
Funil de Büchner sendo usado com Kitassato

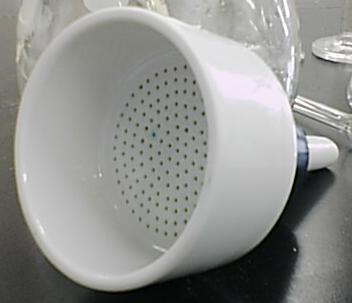
Funil de Büchner com os buracos visíveis

O funil de Büchner é um tipo de vidraria de laboratório, consistindo em um  funil feito de porcelana e com vários orifícios, como uma peneira. Ele é usado  junto com o Kitassato para filtração de mistura a vácuo.